# Valdemar Poulsen
Valdemar Poulsen (23 de novembro de 1869 - 23 de julho de 1942) foi um engenheiro dinamarquês que fez contribuições significativas para a primeira tecnologia de rádio. Ele desenvolveu um gravador de fio magnético chamado telegraphone em 1898 e o primeiro transmissor de rádio de ondas contínuas, o transmissor de arco Poulsen, em 1903, que foi usado em algumas das primeiras emissoras até o início dos anos 20.

## Biografia

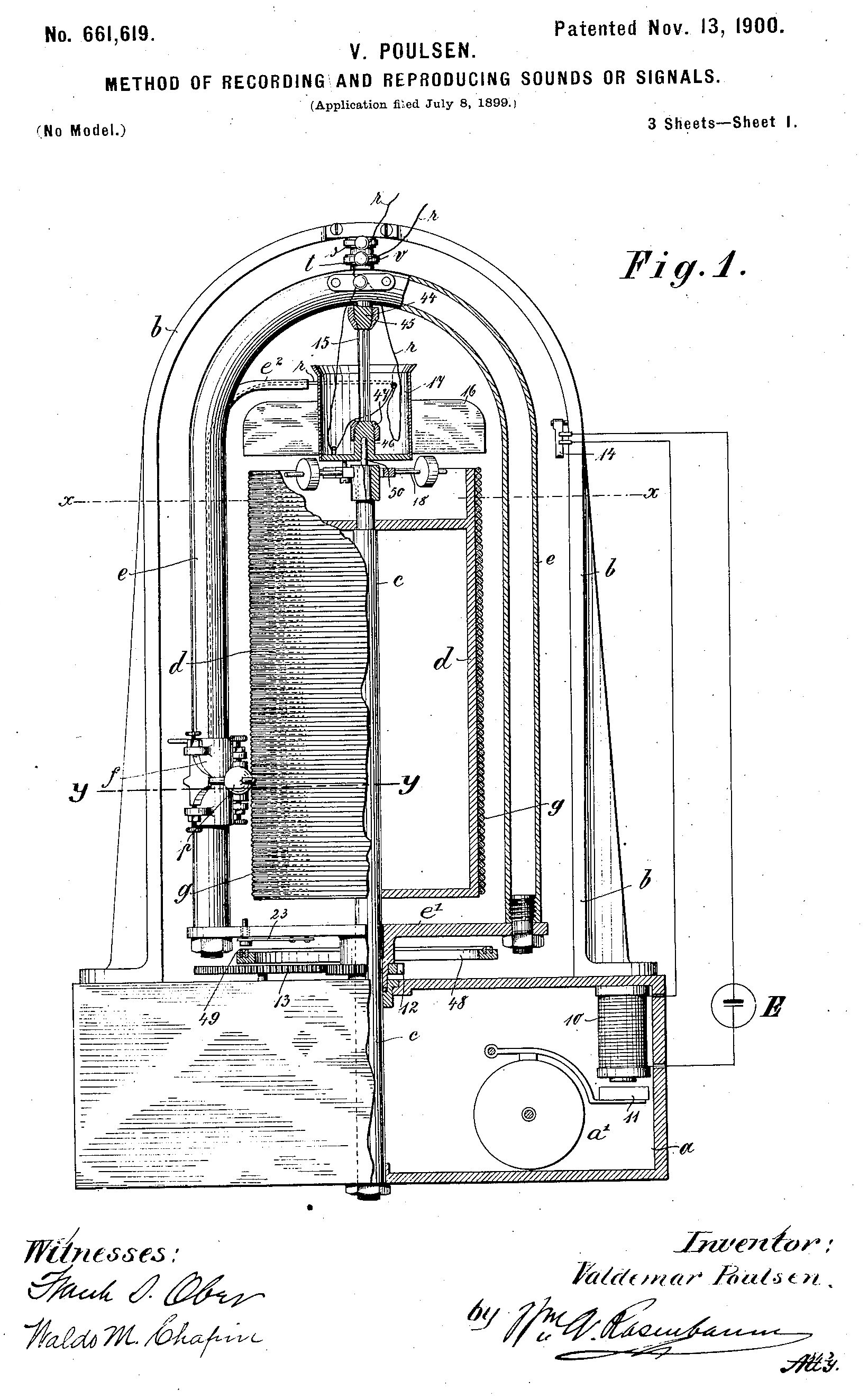
A patente americana de Poulsen para um gravador de fio magnético.

Poulsen nasceu em 23 de novembro de 1869 em Copenhague. Ele era filho do juiz da Suprema Corte Jonas Nicolai Johannes Poulsen e Rebekka Magdalene (née Brandt).
O registro magnético foi demonstrado em princípio já em 1898 por Poulsen em seu telegraphone. A gravação por fio magnético e sua sucessora, gravação em fita magnética, envolvem o uso de um meio magnetizável que se move passando por uma cabeça de gravação. Um sinal elétrico, que é análogo ao som a ser gravado, é alimentado na cabeça de gravação, induzindo um padrão de magnetização semelhante ao sinal. Uma cabeça de reprodução (que pode ser a mesma que a cabeça de gravação) pode então pegar as mudanças no campo magnético da fita e convertê-las em um sinal elétrico.
Poulsen obteve uma patente de telegrafone em 1898 e, com seu assistente, Peder O. Pedersen, posteriormente desenvolveu outros gravadores magnéticos que gravavam em fios de aço, fitas ou discos. Nenhum desses dispositivos tinha amplificação eletrônica, mas o sinal gravado era facilmente forte o suficiente para ser ouvido através de um fone de ouvido ou até transmitido por fios telefônicos. Na Feira Mundial de 1900, em Paris, Poulsen teve a chance de gravar a voz do imperador Francisco José da Áustria, que se acredita ser a mais antiga gravação de áudio magnético existente até hoje.

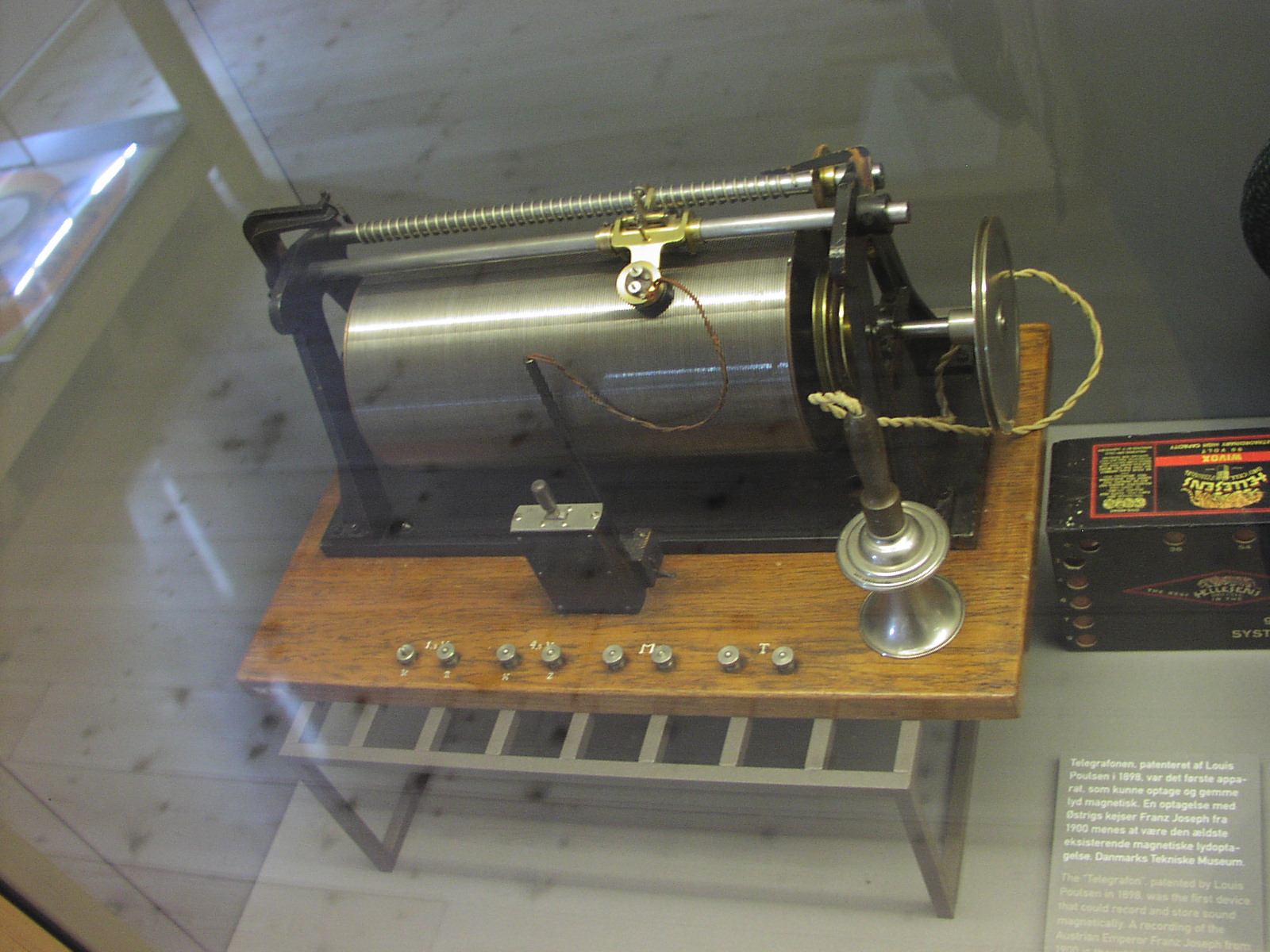
Gravador de fio magnético de Poulsen.

Poulsen desenvolveu um conversor de arco em 1908, conhecido como "Transmissor de Arco de Poulsen", que foi amplamente utilizado em rádios antes do advento da tecnologia de válvulas a vácuo. O sistema foi capaz de se comunicar entre Lyngby e Newcastle com um mastro de 30 metros.
Ele morreu em 23 de julho de 1942.

## Legado
Um selo foi emitido em homenagem a Poulsen em 1969.
A Medalha de Ouro Valdemar Poulsen foi concedida a cada ano por uma excelente pesquisa no campo das técnicas de rádio e áreas afins pela Academia Dinamarquesa de Ciências Técnicas  da. O prêmio foi entregue em 23 de novembro, aniversário de seu nascimento, e o próprio Poulsen recebeu o prêmio inaugural em 1939. O prêmio foi descontinuado em 1993.
Em 23 de novembro de 2018 Poulsen foi homenageado com um Doodle do Google por seu aniversário de 149 anos.